# John Singleton
John Daniel Singleton (Los Angeles, 1968. január 6. – Los Angeles, 2019. április 29.) amerikai filmrendező, forgatókönyvíró, producer.

## Filmográfia

### Film

#### Rendező, író és producer
| Év   | Magyar cím                | Eredeti cím                    | Feladatkör | Feladatkör | Feladatkör | Megjegyzések         |
| Év   | Magyar cím                | Eredeti cím                    | Rendező    | Író        | Producer   | Megjegyzések         |
| ---- | ------------------------- | ------------------------------ | ---------- | ---------- | ---------- | -------------------- |
| 1991 | Fekete vidék              | Boyz n the Hood                | Igen       | Igen       | Nem        |                      |
| 1993 | Hazug igazság             | Poetic Justice                 | Igen       | Igen       | Igen       |                      |
| 1995 | Megoldatlan egyenletek    | Higher Learning                | Igen       | Igen       | Igen       |                      |
| 1997 | Rosewood, az égő város    | Rosewood                       | Igen       | Nem        | Nem        |                      |
| 1998 |                           | Woo                            | Nem        | Nem        | Vezető     |                      |
| 2000 | Shaft                     | Shaft                          | Igen       | Igen       | Igen       |                      |
| 2001 | Fekete átok               | Baby Boy                       | Igen       | Igen       | Igen       | music supervisor     |
| 2003 | Halálosabb iramban        | 2 Fast 2 Furious               | Igen       | Nem        | Nem        |                      |
| 2004 |                           | Time Out                       | Nem        | Nem        | Vezető     | rövidfilm            |
| 2005 | Négy tesó                 | Four Brothers                  | Igen       | Nem        | Nem        |                      |
| 2005 | Nyomulj és nyerj!         | Hustle & Flow                  | Nem        | Nem        | Igen       |                      |
| 2006 | A lánc                    | Black Snake Moan               | Nem        | Nem        | Igen       |                      |
| 2007 | A törvénytelenség bajnoka | Illegal Tender                 | Nem        | Nem        | Igen       | music supervisor     |
| 2008 |                           | The Making of 'Illegal Tender' | Nem        | Nem        | Igen       | dokumentum-rövidfilm |
| 2011 | Elhurcolva                | Abduction                      | Igen       | Nem        | Nem        |                      |
| 2014 |                           | Through a Lens Darkly          | Nem        | Nem        | Vezető     | dokumentumfilm       |

#### Színész
| Év   | Magyar cím               | Eredeti cím           | Szerep                        | Megjegyzések                          |
| ---- | ------------------------ | --------------------- | ----------------------------- | ------------------------------------- |
| 1991 | Fekete vidék             | Boyz n the Hood       | postás                        |                                       |
| 1994 | Beverly Hills-i zsaru 3. | Beverly Hills Cop III | tűzoltó                       |                                       |
| 1995 |                          | Your Studio and You   | önmaga                        | - rövidfilm - stáblistán nem szerepel |
| 2000 | Shaft                    | Shaft                 | unatkozó rendőr               | stáblistán nem szerepel               |
| 2001 | Fekete átok              | Baby Boy              | lopott filmeket árusító férfi | stáblistán nem szerepel               |
| 2002 | 8 mérföld                | 8 Mile                | kidobó                        |                                       |
| 2003 |                          | Baadasssss!           | Detroit J                     |                                       |

### Televízió
| Év        | Magyar cím                                  | Eredeti cím                            | Feladatkör | Feladatkör | Feladatkör      | Megjegyzések                                       |
| Év        | Magyar cím                                  | Eredeti cím                            | Rendező    | Író        | Vezető producer | Megjegyzések                                       |
| --------- | ------------------------------------------- | -------------------------------------- | ---------- | ---------- | --------------- | -------------------------------------------------- |
| 2009      | 81. Oscar-gála                              | 81st Academy Awards                    | Igen       | Nem        | Nem             | The Biggest Movie Event of the Year szegmens       |
| 2010      |                                             | 30 for 30                              | Igen       | Nem        | Nem             | egy epizód                                         |
| 2013      |                                             | The Game                               | Nem        | Nem        | Nem             | színész (önmaga, 2 epizód)                         |
| 2014      |                                             | Real Husbands of Hollywood             | Nem        | Nem        | Nem             | színész (önmaga, 2 epizód)                         |
| 2015      | Empire                                      | Empire                                 | Igen       | Nem        | Nem             | 1 epizód                                           |
| 2016      | American Crime Story                        | American Crime Story                   | Igen       | Nem        | Nem             | 1 epizód                                           |
| 2017      | A Los Angeles-i zavargások: 25 évvel később | L.A. Burning: The Riots 25 Years Later | Nem        | Nem        | Igen            | dokumentumfilm                                     |
| 2017      |                                             | Rebel                                  | Igen       | Nem        | Igen            | - rendező (1 epizód) - vezető producer (3 epizód)  |
| 2017      | Milliárdok nyomában                         | Billions                               | Igen       | Nem        | Nem             | egy epizód                                         |
| 2017–2019 | Fehér hó                                    | Snowfall                               | Igen       | Igen       | Igen            | - társalkotó - rendező (2 epizód) - író (2 epizód) |

### Videóklip
- 1992 – Michael Jackson:  Remember the Time (rendező)

## Fordítás
- Ez a szócikk részben vagy egészben  a   John Singleton című angol Wikipédia-szócikk fordításán alapul.  Az eredeti cikk szerkesztőit annak laptörténete sorolja fel. Ez a jelzés csupán a megfogalmazás eredetét és a szerzői jogokat jelzi, nem szolgál a cikkben szereplő információk forrásmegjelöléseként.